# Ligne 1 du métro de Bruxelles
Pour les articles homonymes, voir Ligne 1.
La ligne 1 du métro de Bruxelles relie les stations Gare de l’Ouest (Molenbeek-Saint-Jean) et Stockel (Woluwe-Saint-Pierre). Son trajet est constitué d’une portion de l’ancienne ligne 1B, le reste de la ligne 1B étant repris pour former en partie la ligne 5.

## Histoire
Depuis la restructuration du réseau de métro (4 avril 2009), la ligne 1 reprend une partie de l’ancienne ligne de métro 1B, à savoir le tronçon entre la station Gare de l’Ouest (devenu terminus), et ce qui était le terminus oriental de la ligne 1B, la station Stockel. La partie occidentale de l’ancienne ligne 1B, entre l’ancien terminus Erasme et la Gare de l’Ouest, est repris par la 5.

## Tracé et stations

### Stations

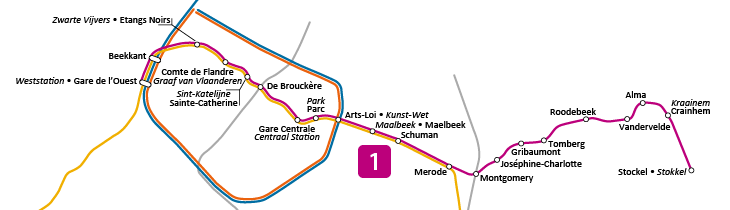
Plan de la ligne 1 avec la liste des stations desservies.

|  |   |   | Stations            | Communes desservies  | Correspondances |
|  | - | - | ------------------- | -------------------- | --- |
|  | ● | ○ | Gare de l’Ouest     | Molenbeek            | (M) · (2) · (5) · (6) · (T) · (82) · (B) · (86) |
|  | ○ | ○ | Beekkant            | Molenbeek            | (M) · (2) · (6) · (B) · (87) |
|  | ○ | ○ | Étangs Noirs        | Molenbeek/Koekelberg | (B) · (13) · (20) · (86) · (N16) |
|  | ○ | ○ | Comte de Flandre    | Molenbeek            | (B) · (86) |
|  | ○ | ○ | Sainte-Catherine    | Bruxelles            | |
|  | ○ | ○ | De Brouckère        | Bruxelles            | (T) · (4) · (10) · (B) · (29) · (46) · (66) · (71) · (88) · (89) · (N04) · (N05) · (N06) · (N08) · (N09) · (N10) · (N11) · (N12) · (N13) · (N16) · (N18) |
|  | ○ | ○ | Gare Centrale       | Bruxelles            | (B) · (29) · (38) · (52) · (63) · (65) · (66) · (71) · (89) · (N04) · (N05) · (N06) · (N08) · (N09) · (N10) · (N11) · (N12) · (N13) · (N16) · (N18)      |
|  | ○ | ○ | Parc                | Bruxelles            | (T) · (92) · (93) · (B) · (29) · (63) · (65) · (66) |
|  | ○ | ○ | Arts-Loi            | Bruxelles            | (M) · (2) · (6) |
|  | ○ | ○ | Maelbeek            | Bruxelles            | (B) · (36) · (59) · (64) |
|  | ○ | ○ | Schuman             | Bruxelles            | (B) · (12) · (21) · (56) · (60) · (79) · (N06) |
|  | ○ | ○ | Merode              | Etterbeek            | (M) · (5) · (T) · (81) · (B) · (27) · (61) · (80) · (N06)                                                                                                |
|  | ○ |   | Montgomery          | Woluwe-Saint-Pierre  | (T) · (7) · (25) · (39) · (44) · (81) · (B) · (27) · (61) · (80) · (N06)                                                                                 |
|  | ○ |   | Joséphine-Charlotte | Woluwe-Saint-Lambert | |
|  | ○ |   | Gribaumont          | Woluwe-Saint-Lambert | |
|  | ○ |   | Tomberg             | Woluwe-Saint-Lambert | (B) · (28) |
|  | ○ |   | Roodebeek           | Woluwe-Saint-Lambert | (T) · (8) · (B) · (29) · (42) · (45) · (N05) |
|  | ○ |   | Vandervelde         | Woluwe-Saint-Lambert | (B) · (N05) |
|  | ○ |   | Alma                | Woluwe-Saint-Lambert | (B) · (N05) |
|  | ○ |   | Crainhem            | Woluwe-Saint-Lambert | (B) · (76) · (77) · (79) · (N05) |
|  | ● |   | Stockel             | Woluwe-Saint-Pierre  | (T) · (39) · (B) · (36) |

## Exploitation

### Fréquence
La ligne est exploitée avec les intervalles suivants :
- Du lundi au vendredi : 5 minutes en heures de pointe, 7 minutes 30 en heures creuses, 10 minutes en soirée.
- Du lundi au vendredi pendant les vacances scolaires hors juillet-août : 6 minutes en heures de pointe, 8 minutes en heures creuses, 10 minutes en soirée.
- Le samedi : 10 minutes le matin, 7 minutes 30 l’après-midi, 10 minutes en soirée.
- Le dimanche : 10 minutes du début à la fin du service.

### Tarification et financement
La tarification de la ligne est identique à celles des autres lignes (hors cas de la desserte de l'aéroport) exploitées par la STIB et dépend soit des titres Brupass et Brupass XL permettant l'accès aux réseaux STIB, TEC, De Lijn et SNCB soit des titres propres à la STIB valables uniquement sur ses lignes.
Le financement du fonctionnement de la ligne, entretien, matériel et charges de personnel, est assuré par la STIB.

## Matériel roulant
La ligne 1 du métro de Bruxelles est entièrement équipée de Boa « M6 » et de BOA M7.
En cas d'indisponibilité provisoire du matériel de type M6 et M7, les anciennes rames peuvent parfois circuler exceptionnellement sur cette ligne si nécessaire.